# Лукьянёнок, Николай Викентьевич
Николай Викентьевич Лукьянёнок (22 мая 1914 — 3 мая 1983) — советский партийный и государственный деятель, председатель Томского облисполкома (1967—1980).

## Биография
Родился в крестьянской семье. Окончил Тарбеевскую 7-летнюю школу.
Член ВКП(б) с 1939 года.
В 1941 году окончил математический факультет Томского учительского института (учился на заочном отделении), в 1952 году — Высшую партийную школу при ЦК ВКП (б).
- 1929—1930 гг. — заведующий сельскохозяйственным отделом Ново-Кусковского райкома ВЛКСМ.
- 1930—1932 гг. — директор начальной школы
- 1938—1942 гг. — директор Новониколаевской средней школы (Новосибирская область).
- январь-август 1942 г. — заведующий отделом народного образования Асиновского райисполкома Новосибирской области.
- 1942—1947 гг. — секретарь, первый секретарь Асиновского райкома ВКП(б).
- 1947—1950 гг. — секретарь Томского обкома ВКП(б).
- 1950—1954 гг. — первый секретарь Томского горкома ВКП (б)-КПСС.
- 1954—1963 гг. — второй секретарь Томского обкома КПСС.
- 1963—1967 гг. — заместитель, первый заместитель председателя Томского облисполкома.
- 1967—1980 гг. — председатель Томского облисполкома. В этот период произошло освоение открытых на территории области нефтяных и газовых[источник не указан 2446 дней] месторождений, осуществлялось строительство жилья: появились новые города — Кедровый и Стрежевой[источник не указан 2458 дней], непосредственно в Томске появились новые микрорайоны — Иркутский тракт, Каштак, Солнечный[источник не указан 2458 дней] и Центральный.

Делегат XXIV и XXV съездов КПСС. Депутат Верховного Совета РСФСР (1967-1980).
С января 1980 года — персональный пенсионер союзного значения, г. Томск.

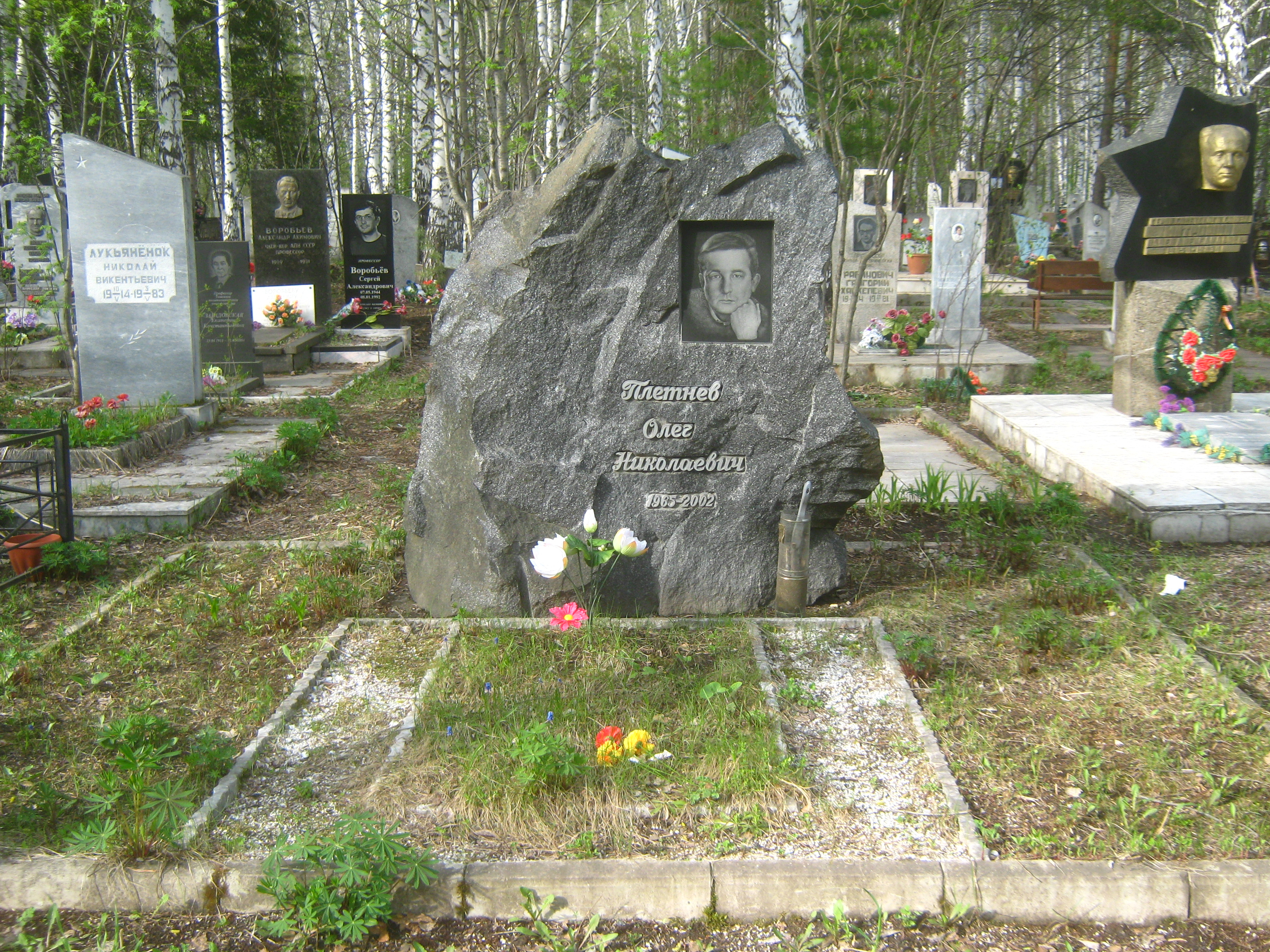
Могилы О. Плетнёва и Н. Лукьянёнка

Похоронен на кладбище Бактин.

## Награды и звания
Награждён орденами Трудового Красного Знамени, «Знак Почёта», медалями «За трудовое отличие», «За доблестный труд в период Великой Отечественной войны 1941—1945 гг.»; «За освоение целинных земель» и другими.